# Crepis rhaetica
La radicchiella retica (nome scientifico Crepis rhaetica Hegetschw., 1840) è una pianta angiosperma dicotiledone della famiglia delle Asteraceae.

## Etimologia
L'etimologia del nome generico (Crepis) non è molto chiara. In latino Crèpìs significa pantofola, sandalo e i frutti, di alcune specie di questo genere, sono strozzati nella parte mediana ricordando così (molto vagamente) questo tipo di calzare. Inoltre lo stesso vocabolo (krepis) nell'antica Grecia indicava il legno di Sandalo e anche una pianta non identificata descritta da Teofrasto. Non è chiaro quindi, perché Sébastien Vaillant (botanico francese, 1669 - 1722) abbia scelto proprio questo nome per indicare il genere della presente specie. L'epiteto specifico (rhaetica) indica la possibile zona di provenienza della specie (Rezia).
Il binomio scientifico della pianta di questa voce è stato proposto dal botanico Johannes Jacob Hegetschweiler (1789-1839) nella pubblicazione "Flora der Schweiz" (Fl. Schweiz [Hegetschweiler] 769) del 1840.

## Descrizione
Habitus. La pianta di questa specie è una erbacea perenne. La forma biologica è emicriptofita rosulata (H ros), ossia sono piante erbacee, a ciclo biologico perenne, con gemme svernanti al livello del suolo e protette dalla lettiera o dalla neve e hanno le foglie disposte a formare una rosetta basale.Tutta la pianta è densamente pubescente. Gli steli contengono abbondante latice amaro.
Radici. Le radici sono secondarie da rizoma; il rizoma è breve ed obliquo.
Fusto. La parte aerea del fusto è breve e semplice. Se è presente una parte sotterranea, questa può essere fibrosa o legnosa. La superficie può essere glabra, striata, pelosa. A volte sono presenti delle setole ghiandolose. Gli scapi fiorali sono cavi e afilli; possono originare direttamente dal rizoma. Le piante di questa specie sono alte al massimo 2 – 9 cm.
Foglie. Le foglie sono raccolte in una pseudo-rosetta e generalmente sono più lunghe del fusto; la forma è di tipo lineare-spatolata, arrotondata all'apice, attenuata verso la base e con contorno intero o leggermente dentato; la superficie è glabra. Il picciolo può essere alato (pubescente o glabro). Dimensione delle foglie: larghezza 5 – 10 mm; lunghezza 20 – 50 mm.
Infiorescenza. Le infiorescenze sono composte da un unico capolino scaposo (diametro 1,5 – 2 cm) su un peduncolo progressivamente ingrossato. I capolini sono formati da un involucro emisferico o campanulato composto da brattee (o squame) disposte su 2 serie all'interno delle quali un ricettacolo fa da base ai fiori tutti ligulati. Le squame sono divise i due parti: quelle esterne sono lunghe 1/2 - 1/3 rispetto a quelle più interne, hanno una forma strettamente ovata, acuminata o acuta; quelle interne sono più o meno simili ma più strette; tutte hanno la superficie ricoperta da dense setole scure (sono ghiandolose nella parte interna). Il ricettacolo è alveolato e appena cigliato. Dimensioni deIl'involucro: diametro circa 10 mm; lunghezza 11 – 13 mm.
Fiori. I fiori (da 35 a 40 per capolino), tutti ligulati, sono tetra-ciclici (ossia sono presenti 4 verticilli: calice – corolla – androceo – gineceo) e pentameri (ogni verticillo ha in genere 5 elementi). I fiori sono ermafroditi, fertili e zigomorfi.
- Formula fiorale:

*/x K {\displaystyle \infty }, [C (5), A (5)], G 2 (infero), achenio
- Calice: i sepali del calice sono ridotti ad una coroncina di squame.
- Corolla: le corolle sono formate da una ligula terminante con 5 denti (è la parte finale dei cinque petali saldati fra di loro). La corolla è colorata di giallo ed è lunga da 13 – 15 mm; il tubo è lungo 5 mm ed è pubescente; la ligula è larga 2 mm.
- Androceo: gli stami sono 5 con filamenti liberi e distinti, mentre le antere sono saldate in un manicotto (o tubo) circondante lo stilo.[15] Le antere (lunghe 3,5 mm) alla base sono acute; le appendici apicali sono lunghe 0,7 mm. Il polline è tricolporato.[16]
- Gineceo: lo stilo è filiforme. Gli stigmi dello stilo sono due divergenti e ricurvi con la superficie stigmatica posizionata internamente (vicino alla base).[17] L'ovario è infero uniloculare formato da 2 carpelli. Gli stigmi sono lunghi 1,5 mm e sono gialli.
- Fioritura: da luglio a agosto.

Frutti. I frutti sono degli acheni con pappo. Gli acheni sono lunghi 5 – 6 mm e larghi 0,7 mm con forme più o meno cilindriche e con 18 - 20 coste longitudinali; all'apice sono più o meno assottigliati. Il pappo è bianco (o grigiastro) e soffice con setole flessibili ma tenaci (lunghezza del pappo 6 – 7 mm).

## Biologia
- Impollinazione: l'impollinazione avviene tramite insetti (impollinazione entomogama tramite farfalle diurne e notturne).
- Riproduzione: la fecondazione avviene fondamentalmente tramite l'impollinazione dei fiori (vedi sopra).
- Dispersione: i semi (gli acheni) cadendo a terra sono successivamente dispersi soprattutto da insetti tipo formiche (disseminazione mirmecoria). In questo tipo di piante avviene anche un altro tipo di dispersione: zoocoria. Infatti gli uncini delle brattee dell'involucro si agganciano ai peli degli animali di passaggio disperdendo così anche su lunghe distanze i semi della pianta.

## Distribuzione e habitat

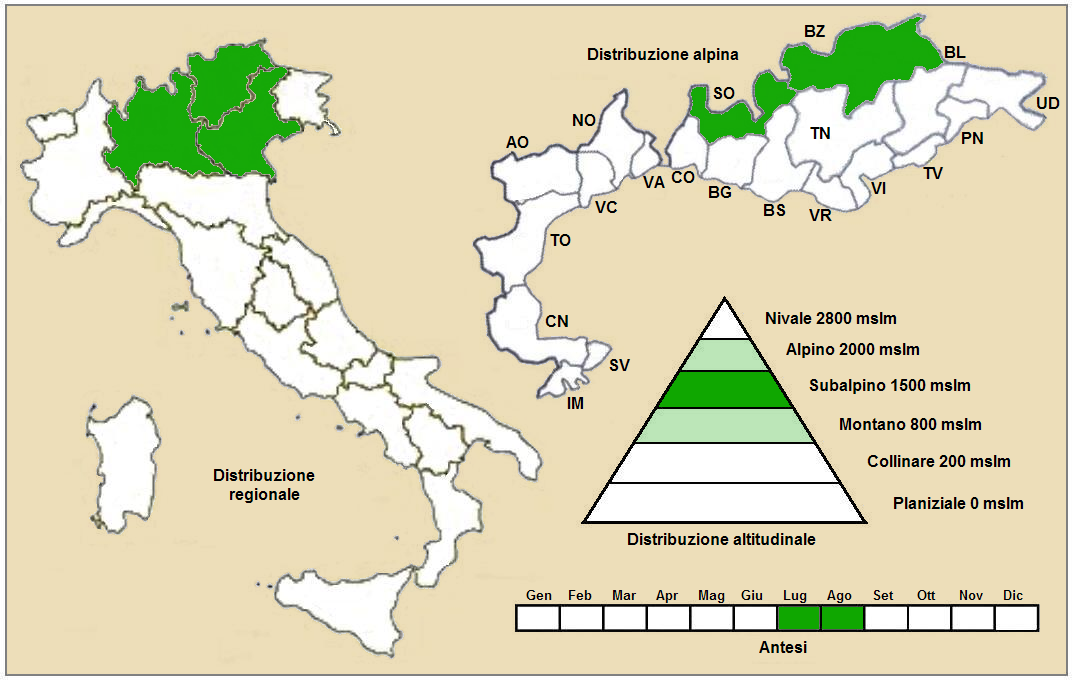
Distribuzione della pianta
(Distribuzione regionale – Distribuzione alpina)

- Geoelemento: il tipo corologico (area di origine) è Endemico - Alpico.
- Distribuzione: in Italia si trova nelle Alpi Centrali (è considerata specie rara). Oltre confine si trova in alcune zone delle Alpi: Francia (dipartimenti di Isère e Savoia); Svizzera (cantoni Vallese e Grigioni) e Tirolo settentrionale (Austria).[19]
- Habitat: l'habitat tipico per questa specie sono le pietraie e le ghiaie umide; ma anche sui muri, i ripari sotto le rocce e le praterie rase alpine e subalpine. Il substrato preferito è calcareo ma anche calcareo/siliceo con pH neutro, bassi valori nutrizionali del terreno che deve essere umido.[19]
- Distribuzione altitudinale: sui rilievi queste piante si possono trovare da 2.400 fino a 3.000 m s.l.m.; frequentano quindi i seguenti piani vegetazionali: alpino e i parte sia quello subalpino che quello nivale

### Fitosociologia

#### Areale alpino
Dal punto di vista fitosociologico alpino Crepis rhaetica appartiene alla seguente comunità vegetale:
Formazione: delle comunità delle fessure, delle rupi e dei ghiaioni
Classe: Thlaspietea rotundifolii
Ordine: Drabetalia hoppeanae
Alleanza: Drabion hoppeanae

#### Areale italiano
Per l'areale completo italiano Crepis rhaetica appartiene alla seguente comunità vegetale:
Macrotipologia: vegetazione casmofitica, glareicola ed epifitica
Classe:  Thlaspietea rotundifolii Br.-Bl., 1948
Ordine:   Drabetalia hoppeanae Zollitsch ex Merxm. & Zollitsch, 1967
Alleanza: Drabion hoppeanae Zollitsch ex Merxm. & Zollitsch, 1967
Descrizione. L'alleanza Drabion hoppeanae è relativa alle comunità dei ghiaioni calcarei e scisto-calcarei delle aree alpine. Questa comunità si sviluppa su detriti criofili di calcescisti o di rocce di diversa natura. I piani interessati sono quelli alpini e nivali. Le specie di questa associazione rappresentano stadi pionieri e spesso lungamente durevoli. In Italia è presente sulle Alpi.
Alcune specie presenti nell'associazione: Draba hoppeana, Draba dolomitica, Artemisia genipi, Campanula cenisia, Saxifraga biflora, Herniaria alpina, Doronicum glaciale, Galium megalospermum, Psilathera ovata e Pritzelago brevicaulis.

## Tassonomia
La famiglia di appartenenza di questa voce (Asteraceae o Compositae, nomen conservandum) probabilmente originaria del Sud America, è la più numerosa del mondo vegetale, comprende oltre 23.000 specie distribuite su 1.535 generi, oppure 22.750 specie e 1.530 generi secondo altre fonti (una delle checklist più aggiornata elenca fino a 1.679 generi). La famiglia attualmente (2021) è divisa in 16 sottofamiglie.
C. rhaetica appartiene a un genere (Crepis) abbastanza numeroso comprendente dalle 200 alle 300 specie (secondo le varie classificazioni), diffuse soprattutto nell'emisfero boreale (Vecchio Mondo), delle quali quasi una cinquantina sono proprie della flora italiana.

### Filogenesi
Il genere di questa voce appartiene alla sottotribù Crepidinae della tribù Cichorieae (unica tribù della sottofamiglia Cichorioideae). In base ai dati filogenetici la sottofamiglia Cichorioideae è il terz'ultimo gruppo che si è separato dal nucleo delle Asteraceae (gli ultimi due sono Corymbioideae e Asteroideae). La sottotribù Crepidinae fa parte del "quarto" clade della tribù; in questo clade è in posizione "centrale" vicina alle sottotribù Chondrillinae e Hypochaeridinae.
La sottotribù è divisa in due gruppi principali uno a predominanza asiatica e l'altro di origine mediterranea/euroasiatica. Da un punto di vista filogenetico, all'interno della sottotribù, sono stati individuati 5 subcladi. Il genere di questa voce appartiene al subclade denominato "Crepis-Lapsana-Rhagadiolus clade", composto dai generi Crepis L., 1753, Lapsana L., 1753 e Rhagadiolus Juss., 1789. Dalle analisi Crepis risulta parafiletico (per cui la sua circoscrizione è provvisoria).
Nella "Flora d'Italia" le specie italiane di Crepis sono suddivise in 4 gruppi e 12 sezioni in base alla morfologia degli acheni, dell'involucro e altri caratteri (questa suddivisione fatta per scopi pratici non ha valore tassonomico). La specie di questa voce appartiene al Gruppo 4  (gli involucri dei capolini sono privi di peli ghiandolari; gli acheni sono più o meno uniformi e senza un becco distinto ma con un apice progressivamente attenuato) e alla Sezione L (le brattee involucrali sono pubescenti per peli semplici oppure ghiandolosi solamente sulla pagina interna).
I caratteri distintivi per la specie di questa voce sono:
- le piante sono alte 2 - 9 cm:
- i capolini sono solitari;
- le brattee involucrali sono pubescenti per peli semplici oppure ghiandolosi solamente sulla pagina interna;
- gli acheni sono lunghi 5 - 6 mm;
- gli acheni sono più o meno uniformi e senza un becco distinto ma con un apice progressivamente attenuato.

Il numero cromosomico della specie è: 2n = 8.

### Specie simili
Una specie molto simile è la Crepis terglouensis (Hacq.) A.Kern. (Radicchiella del Monte Triglav). Vive a quote leggermente più basse e negli stessi ambienti alpini. Si distingue per le foglie lobato-incise (non intere). Anche la specie Leontodon montanus Lam. (Dente di leone montano) è abbastanza simile alla specie di questa voce. Il dente di leone si distingue soprattutto per il pappo formato da setole piumose.

## Altre notizie
La crepide retica in altre lingue è chiamata nei seguenti modi:
- (DE)  Rätischer Pippau
- (FR)  Crépide rhétique

### Sinonimi
Sono elencati alcuni sinonimi per questa entità:
- Berinia jubata Sch.Bip.
- Brachyderea jubata  (W.D.J.Koch) Sch.Bip.
- Crepis jubata  W.D.J.Koch
- Soyeria jubata  Rouy